# Михаїл (Микицей)
Миха́йло (Михаї́л) Микице́й (ісп. Miguel Mykycej; 17 жовтня 1934, Горохолина — 20 травня 2017, Буенос-Айрес) — єпископ Буенос-Айреської єпархії Покрова Пресвятої Богородиці Української греко-католицької церкви (1999—2010).

## Біографія
Народився 17 жовтня 1934 року в селі Горохолина, Станіславівського повіту (сьогодні Івано-Франківської області) у родині Марії з Мартинюків та Василя Микицея, в якій було шестеро дітей. Сім'я Микицеїв емігрувала в 1938 році до Парагваю, поселившись у Колонія Фрам. У 1945 році ціла родина переїхала до Аргентини і поселилася у місцевості Авельянеда, передмісті столиці Буенос-Айрес.
1 березня 1948 року вступив до Семінарії Отців Оріоністів, де здобув, у 1957 році, середню освіту й отримав диплом учителя народної школи. Після того він продовжив свої студії філософії. У 1953—1954 рр. закінчив новіціят у Клайполе, передмісті Буенос-Айреса, та 12 лютого 1954 року склав монаші обіти.
У 1959 році настоятелі Конгрегації монаха Михайла до Рима для закінчення теологічних студій. Там він навчався у Папському Латеранському університеті й в 1963 році здобув ліценціат з теології.
У цьому ж році отримав піддияконські свячення (святитель — владика Іван Бучко), а у 1962 році владика Андрій Сапеляк, апостольський візитатор для українців католиків в Аргентині, висвятив його диякона. 21 квітня 1963 року отримав ієрейські свячення в Малій українській семінарії в Римі (святитель — Верховний Архієпископ Йосиф Сліпий).
У 1963 році повернувся до Аргентини й оселився в Пресіденсья-Роке-Саенс-Пенья, в Інституті Дон Оріоне, де працював учителем, а з 1965 року до 1984 року — директором цієї школи. Від того часу, на прохання владики Сапеляка, протягом двадцяти років також здійснював душпастирську обслугу українських греко-католиків, що живуть у провінціях Чако й Формоса, на півночі Аргентини.
У 1979 році владика Андрій Сапеляк номінував отця Михайла Микицея радником Української католицької єпархії в Аргентині.
23 червня 1990 року Папа Римський Іван Павло II номінував отця Микицея єпископом-помічником для Української католицької єпархії в Аргентині. 14 жовтня 1990 року в соборі Покрова Пресвятої Богородиці в місті Буенос-Айрес він отримав єпископські свячення (головним святителем був владика Андрій Сапеляк, а співсвятителями — владика Єфрем Кривий з Бразилії і місцевий римо-католицький єпископ Абелярдо Франсіско Сільва). Відтак владика Михаїл перебрав опіку над північним вікаріятом єпархії, з осідком у місті Посадас — столиці провінції Місьйонес.
20 січня 1998 року після резиґнації владики Андрія Сапеляка, Папа Римський Іван Павло II номінував владику Микицея Апостольським адміністратором Української католицької єпархії в Аргентині. 20 квітня 1999 року Папа номінував владику Михаїла Микицея правлячим єпископом цієї єпархії.
10 квітня 2010 року Папа Римський Бенедикт XVI прийняв зречення Владики Михаїла з уряду єпископа української греко-католицької єпархії Покрова Пресвятої Богородиці в Аргентині у зв'язку з досягненням ним 75-річного віку і призначив апостольським адміністратором вакантної єпархії єпископа-помічника Святослава Шевчука.
Помер 20 травня 2017 року в Аргентині. Похований 22 травня.